# 2008 في الكويت

## المناصب
- أمير الدولة : صباح الأحمد الجابر الصباح
- ولي العهد: نواف الأحمد الجابر الصباح
- رئيس الوزراء : ناصر المحمد الأحمد الصباح

## وفيات
- سعد العبد الله السالم الصباح - الحاكم الرابع عشر.
- علي المفيدي - ممثل.
- أحمد الربعي - سياسي.
- خليل إسماعيل - ممثل.